# Mirkvásári erődtemplom
A mirkvásári erődtemplom egy szász evangélikus erődtemplom Romániában, Brassó megyében. Építése a 13. századra tehető, négyszög alapú kerítőfalát a 16. században emelték. A szászok kivándorlásával az elhagyatott templom a 21. század elejére romos állapotba került. A romániai műemlékek jegyzékében a BV-II-a-B-11732 sorszámon szerepel.

## Története
Mirkvásárt 1400-ban említik legelőször, mint a kőhalmi kerület részét, templomának építése azonban sokkal korábbra, a 13. századra tehető. Ezt a román stílusú bazilikát a 15. században átalakították: oldalhajóit lebontották, boltíveit befalazták, csarnoktemplommá alakítva az épületet. Az apszishoz egy kis szoba csatlakozik, ahol a fújtató volt (Blasebalg), északi oldalához egy sekrestyét építettek. Harangja 1570-ből származik, harangtornyát 1848 és 1858 között építették egy összeomlott védőtorony helyett. Orgonáját 1788-ban készítette Johannes Prause, ezt 2002-ben felújították és átszállították a szászvolkányi erődtemplomba.
A négyszög alapú várfalakat a 16. században emelték, az építés dátumára az őrtornyokon feltüntetett 1517-es és 1541-es évszámok utaltak. Ebben az évszázadban a falu lakói a reformáció hatására evangélikusok lesznek, és így a templom is katolikusból evangélikussá vált.
1658-ban török–tatár seregek feldúlták és felégették a falut és a templomot. 1800 körül lebontották a nyugati fal egy részét, hogy oda építsék a faluházát, 1900 körül pedig a nyugati fal fennmaradó részét és a délnyugati tornyot, hogy iskolaépületet emeljenek helyére.
A 20. század második felében a németek kivándoroltak, a 21. század elejére a faluban már csak néhány szász maradt, az elhagyatott templom romos állapotba került. Berendezésének nagy része (padok, karzatok, szószék) még megvan, azonban az értékesebb daraboknak nyoma veszett (1975-ben Hermann Fabini még beszámolt egy 15. század eleji, 161 centiméter magas Madonna-szoborról, egy gótikus-reneszánsz feszületről és egy 1632-ben készült keresztelőmedencéről, ezek azonban mára eltűntek).

## Leírása
25 méter hosszú, 5,7 méter széles csarnoktemplom; a 21. század elején romos állapotban van. A várfal alapterülete 64 × 45 méter, magassága 6–7 méter, két sorban elhelyezett lőrésekkel. Négy sarkát eredetileg négyzet alapú őrtornyok védték, de ezek közül ma csak a délkeleti áll.
Orbán Balázs a 19. század közepén így számol be róla: „[Mirkvásár temploma] igen érdekes, főként magas négyszög bástyákra támaszkodó templomkastélya igen erős, fel és le irányuló lőrésekkel, s ormózatán kiszökellő zúzművekkel (pechnase), mik igazolják a rajta lévő 1517. és 1541 évszámot, mely korra épitésideje bizonyosan felvihető. A közepén lévő templom is ezen korból valónak látszik; bár most az izléstelen kiigazitások, illetőleg elidomtalanitások által egészen új szinezetet nyert.”

## Képek

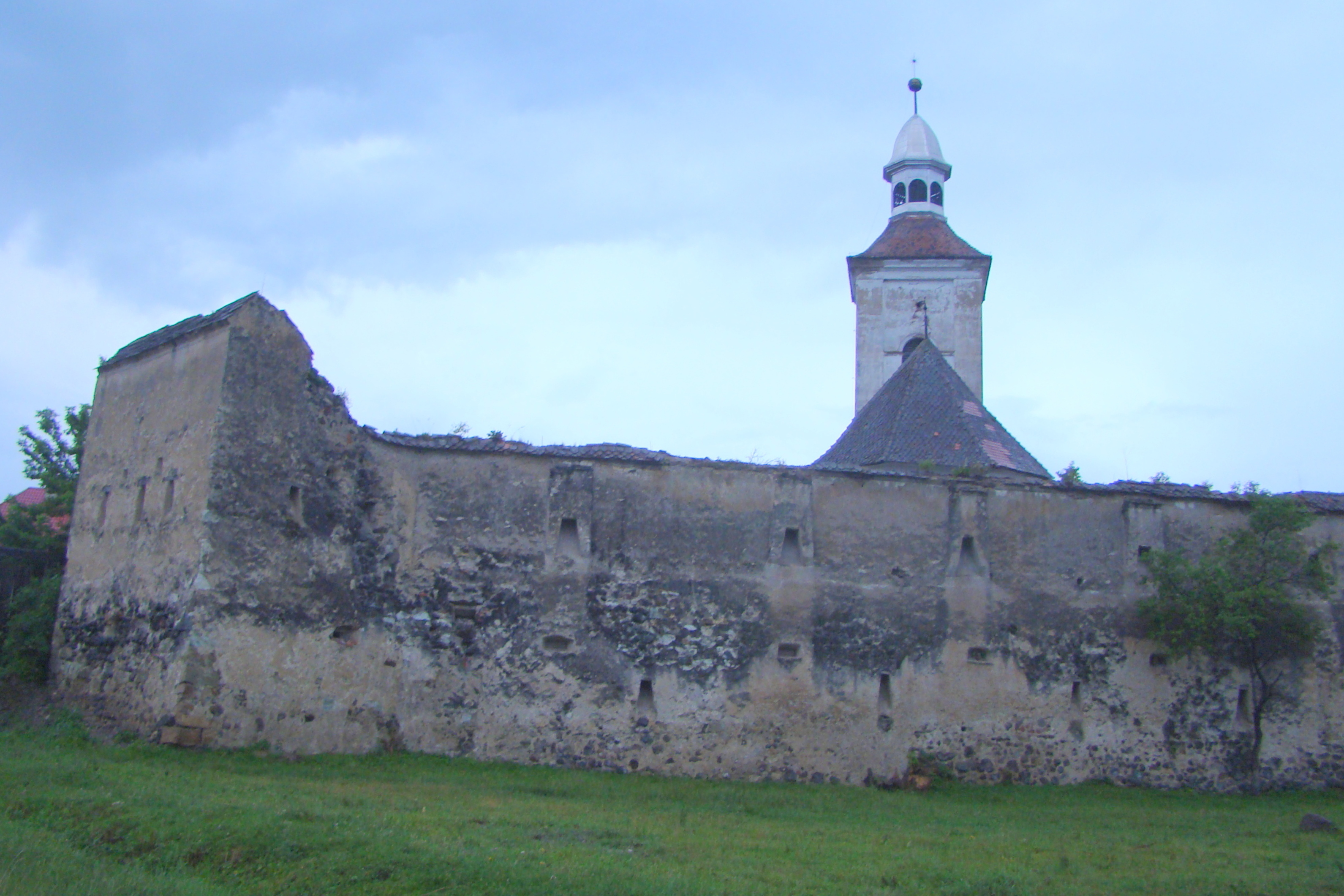
A várfal és a délkeleti torony
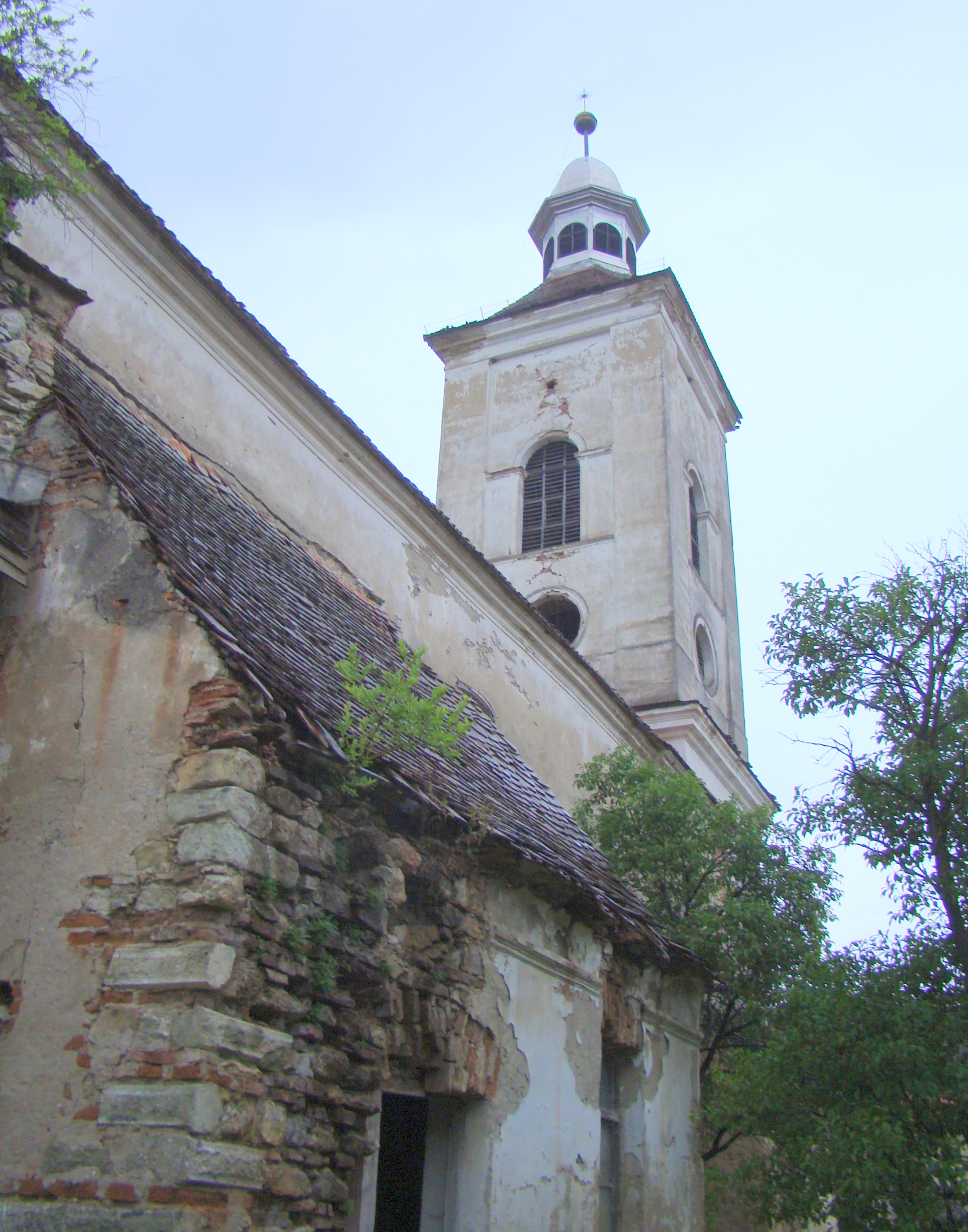
A templom
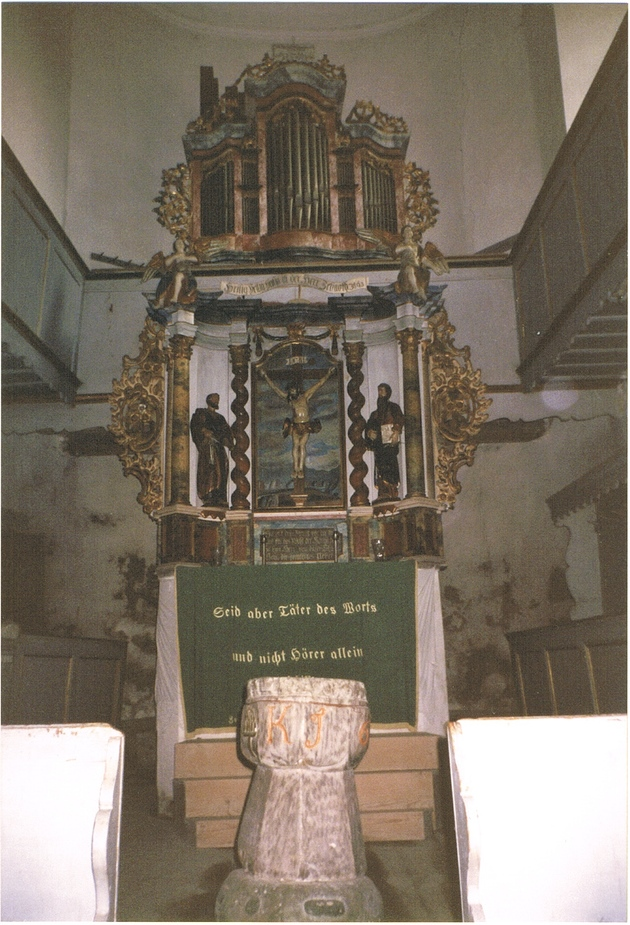
Az oltár és az orgona a 20. században
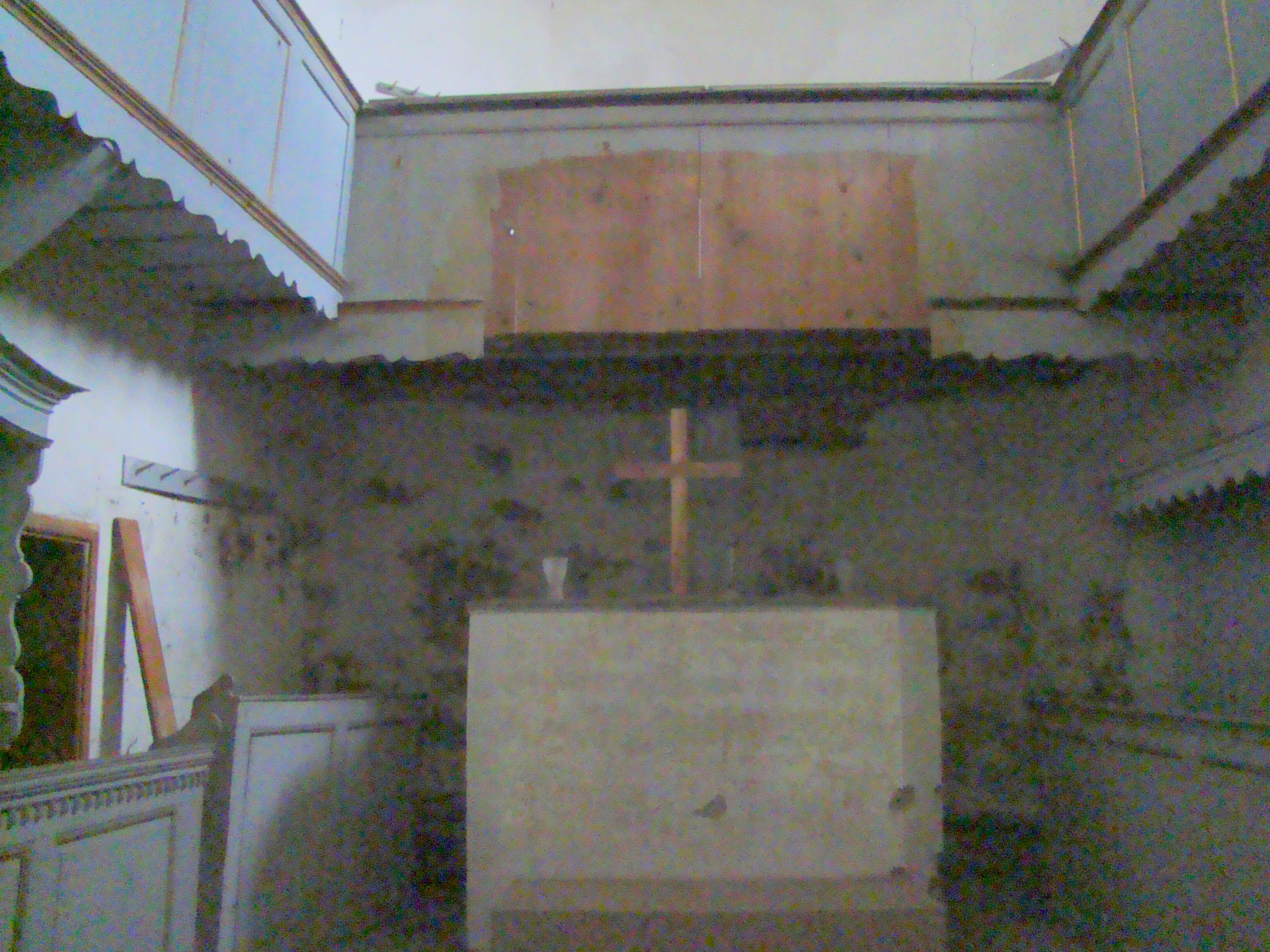
Az oltár 2019-ben
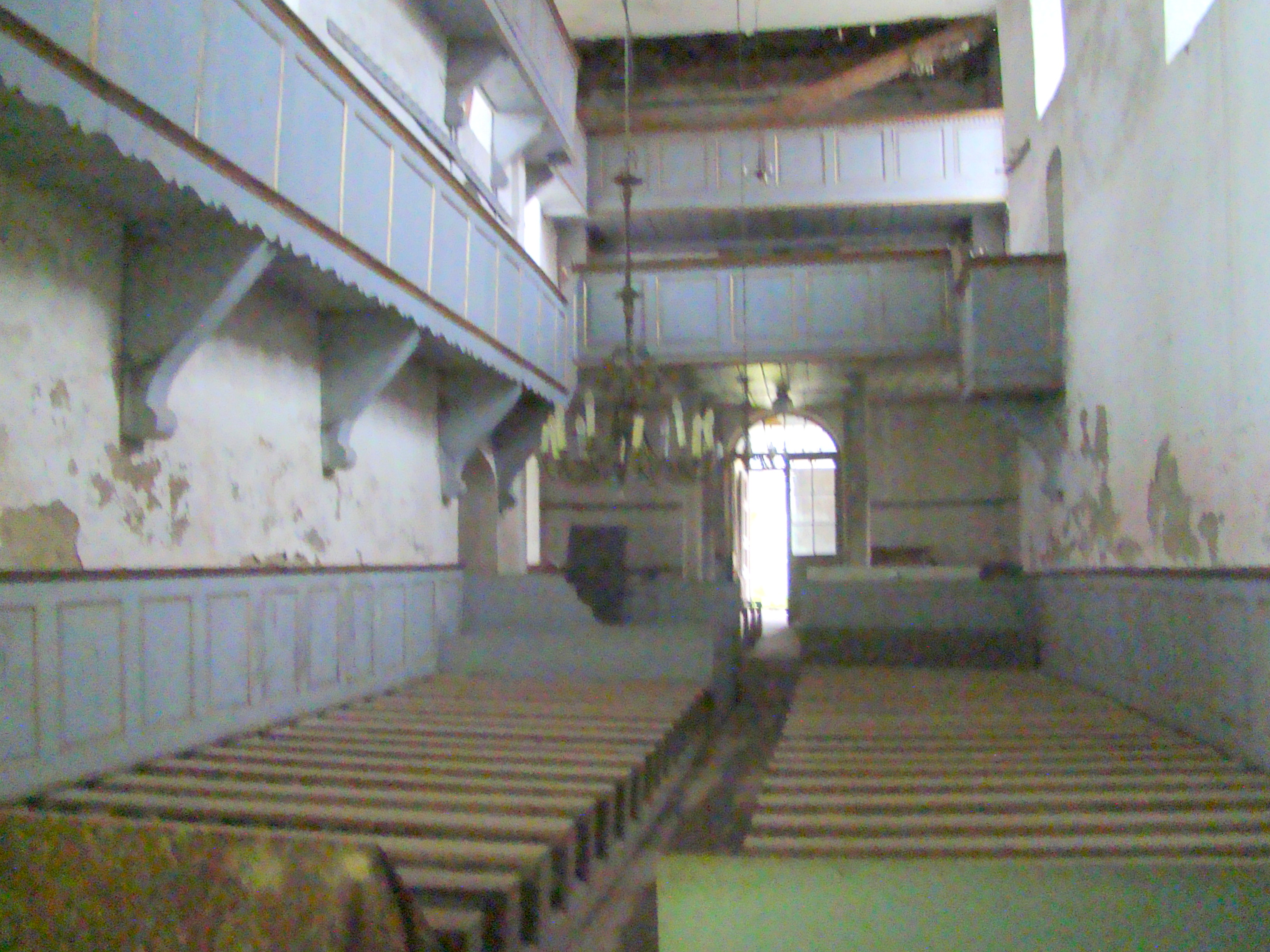
Beltér